# 中町 (奈良市)
中町（なかまち）は奈良県奈良市の町名。郵便番号630-8037および631-0052。

## 地理
奈良市南西部に位置する。第二阪奈有料道路、国道308号が東西に貫く。また大阪府道・奈良県道7号枚方大和郡山線は南北に貫く。

## 施設
- 近畿大学 - 農学部が置かれている。
- 子供の森
- 道の駅クロスウェイなかまち
- 霊山寺